# Pajęczyna Charlotty (film 1973)
Pajęczyna Charlotty (ang. Charlotte’s Web) – amerykański film animowany z 1973 roku, powstały na podstawie książki Elwyna Brooksa White’a o tym samym tytule. Film doczekał się kontynuacji Wielka przygoda prosiaczka Wilbura: Sieć Charlotty 2.

## Opis fabuły
Film opisuje przygody prosiaczka Wilbura, który zaprzyjaźnia się z pająkiem Charlottą.